# Cratere Hatipowa
Hatipowa è un cratere sulla superficie di Cerere.